# Shinpachi Nagakura
Shinpachi Nagakura (jap. 永倉新八 Nagakura Shinpachi; ur. 11 maja 1839, zm. w styczniu 1915) – dowódca drugiej jednostki Shinsengumi, oddziału pełniącego funkcje policyjne w Kioto w schyłkowym okresie siogunatu Tokugawów.
W dzieciństwie Shinpachi nosił imię Eikichi lub Eiji.
Urodził się 11 maja 1839 w "kami-yashiki" (górnej rezydencji) klanu Matsumae w Edo (każdy daimyō utrzymywał w Edo trzy rezydencje: górną, średnią i niską; było to bardzo duże obciążenie finansowe, redukując fundusze mogące potencjalnie być przeznaczone na bunt; nie działało to w przypadku klanów otrzymujących nadwyżki z handlu, jak Chōshū i Satsuma). Ojciec Shinpachiego, Kanji Nagakura, był na służbie klanu Matsumae, z pensją wynoszącą 150 koku (miara ryżu). Był prawdziwym produktem okresu Edo, częścią subkultury samurajów spędzających całe swoje życie w Edo, pozostających jednocześnie wasalami domeny, której nigdy nie widzieli.
Ojciec Shinpachiego używał do zapisu nazwiska znaku "naga" oznaczającego "długi" (長), ale Shinpachi używał do tego znaku "naga" ze słowa "wieczność" (永).
Nagakura rozpoczął naukę kenjutsu w wieku 8 lat, w dojo Shindō Munen-ryū, którego mistrzem był Okada Juusuke Toshisada (rozpoczął naukę nawet wcześniej niż Sōji Okita, który wstąpił do szkoły Tennen Rishin Ryū w wieku 9 lat). Dojo mieściło się w Kanda Sarugaku-cho (nazwa dzielnicy). W wieku 18 lat osiągnął stopień mokuroku (6. dan), a w wieku 22 lat otrzymał certyfikat menkyo kaiden. Mając 19 lat opuścił służbę klanu Matsumae, aby podróżować i doskonalić swoją technikę. Spędził trochę czasu w dojo Shintou Munen Ryu, prowadzonym przez Yurimoto Shūzou.
W dojo Shingyoto Ryū prowadzonym przez Tsubouchi Shume spotkał Shimadę Kai, przyszłego zastępcę dowódcy drugiej jednostki Shinsengumi. Później zaczął bywać w Shieikan, dojo Isami Kondō, w którym ostatecznie studiował przez jakiś czas.
W 1863 (Bunkyu 3) wraz z Kondō i jego uczniami dołączył do Rōshi-tai. Wkrótce po przybyciu do Kioto, wraz z Kondō, Serizawą Kamo i innymi odszedł od Rōshi-tai, uważając cele grupy za zdradzieckie. Założony przez nich oddział, pozostający pod opieką Kyoto Shugoshoku ("Opiekuna Kioto") Matsudairy Higo no Kami (Katamori z Aizu) i dowodzony przez Kondō i Serizawę, po wydarzeniach 18 sierpnia 1863 stał się znany jako "Shinsengumi". Nagakura został dowódcą drugiej jednostki. Po tym, jak wyszła na jaw choroba Okity, czasami dowodził również pierwszą jednostką.

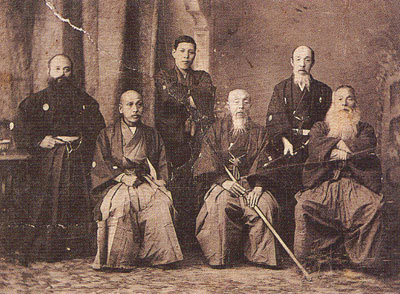
Nagakura już jako Sugimura (trzeci z prawej)

W okresie Meiji Nagakura używał nazwiska Yoshie Sugimura (jap. 杉村 義衛 Sugimura Yoshie) po tym, jak został adoptowany przez rodzinę swojej żony. Rodzina Sugimura była związana z domeną Matsumae.
W 1882 udał się na Hokkaido, gdzie został instruktorem kendo w więzieniu. Zrezygnował po kilku latach. Wybudował kilka grobów dla dawnych towarzyszy z Shinsengumi. W późniejszych latach napisał książkę, zawierającą jego wspomnienia z okresu spędzonego z Shinsengumi, która jest głównym źródłem jego sławy. Zmarł w wieku 76 lat, w styczniu 1915.
Pod swoim imieniem i nazwiskiem występuje w mandze i anime Golden Kamuy, Hakuōki Shinsengumi Kitan oraz Peace Maker Kurogane.